# Reichstädt (Dippoldiswalde)

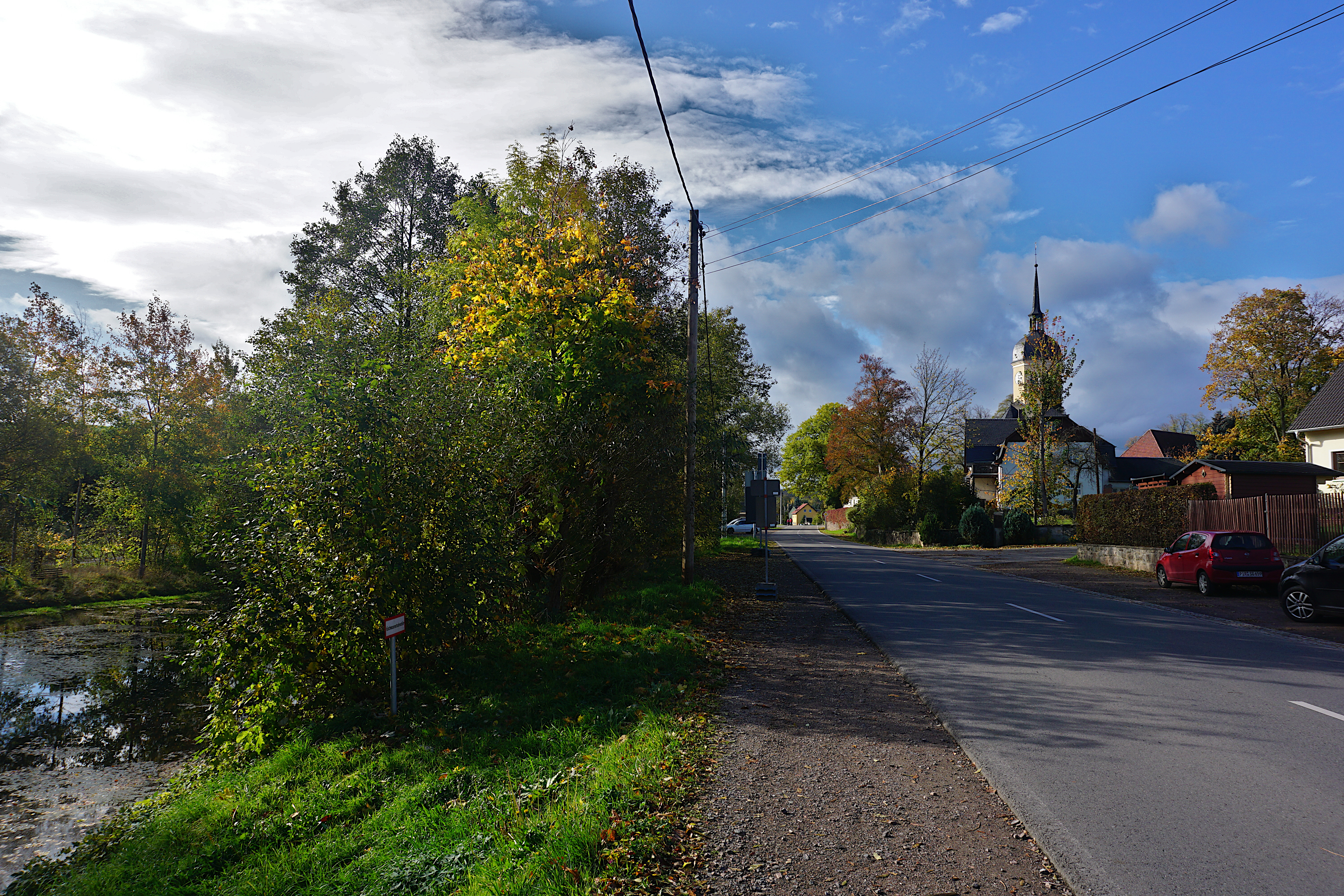
Straßenpartie in Reichstädt

Reichstädt ist ein Ortsteil der sächsischen Großen Kreisstadt Dippoldiswalde im Landkreis Sächsische Schweiz-Osterzgebirge.

## Geografie

### Lage
Reichstädt ist eines der längsten Dörfer Sachsens, es misst mehr als sieben Kilometer Länge. Der Ort verläuft im Tal des Reichstädter Baches, der zur Roten Weißeritz nach Nordosten hin entwässert. Der höchste Punkt des Ortes ist der alte Wegweiser in Oberreichstädt auf 550 Meter Meereshöhe.
Von seiner Siedlungsform ist Reichstädt ein großes Waldhufendorf. Reichstädt wird von der Staatsstraße 187 erschlossen.

Ehem. Kahlehöhenkirche 1866

### Nachbarorte
| Ruppendorf    | Paulsdorf                                   | Dippoldiswalde           |
| Beerwalde     | Kompassrose, die auf Nachbargemeinden zeigt | Ulberndorf, Obercarsdorf |
| Hartmannsdorf | Hennersdorf                                 | Sadisdorf                |

## Geschichte

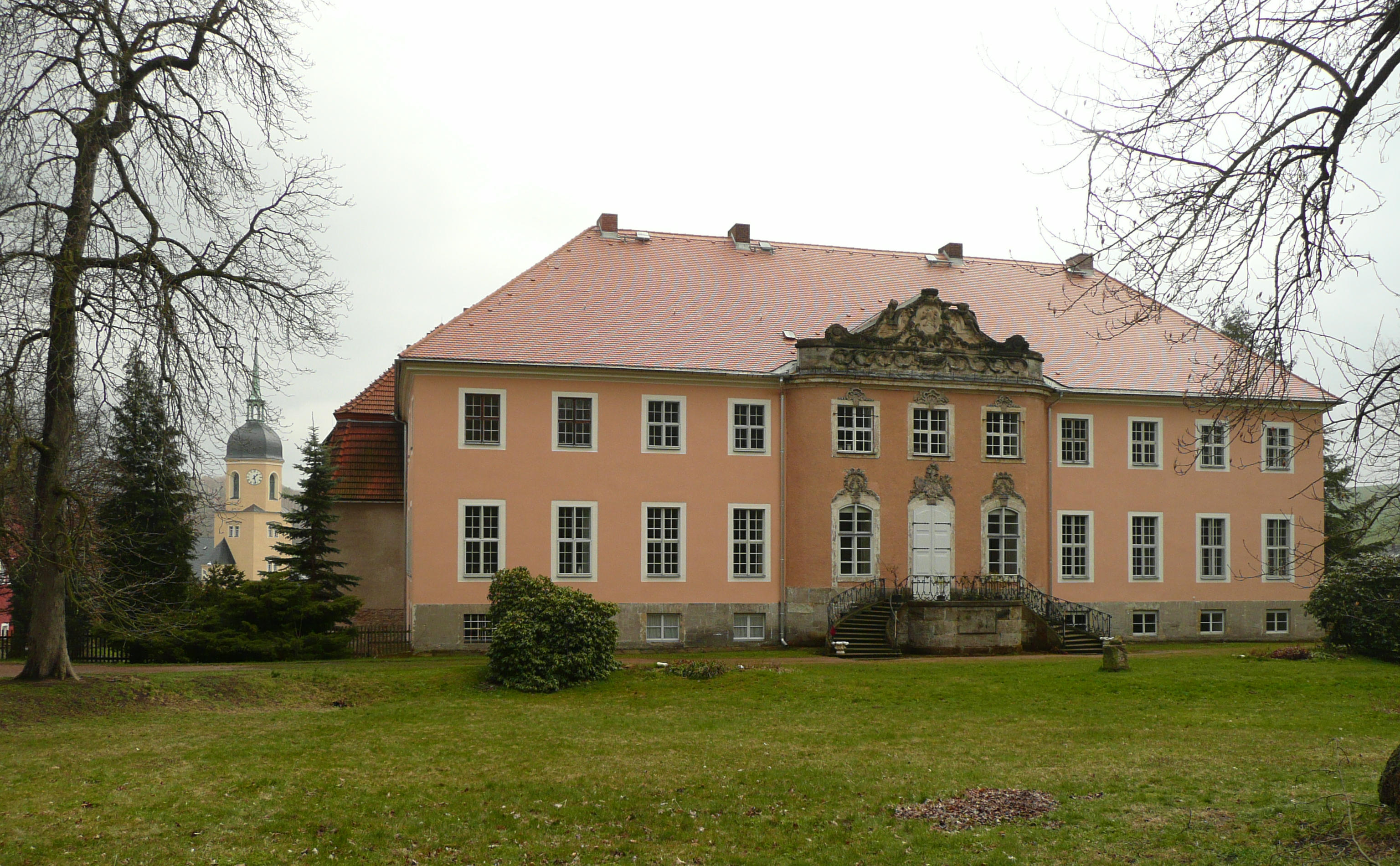
Schloss Reichstädt

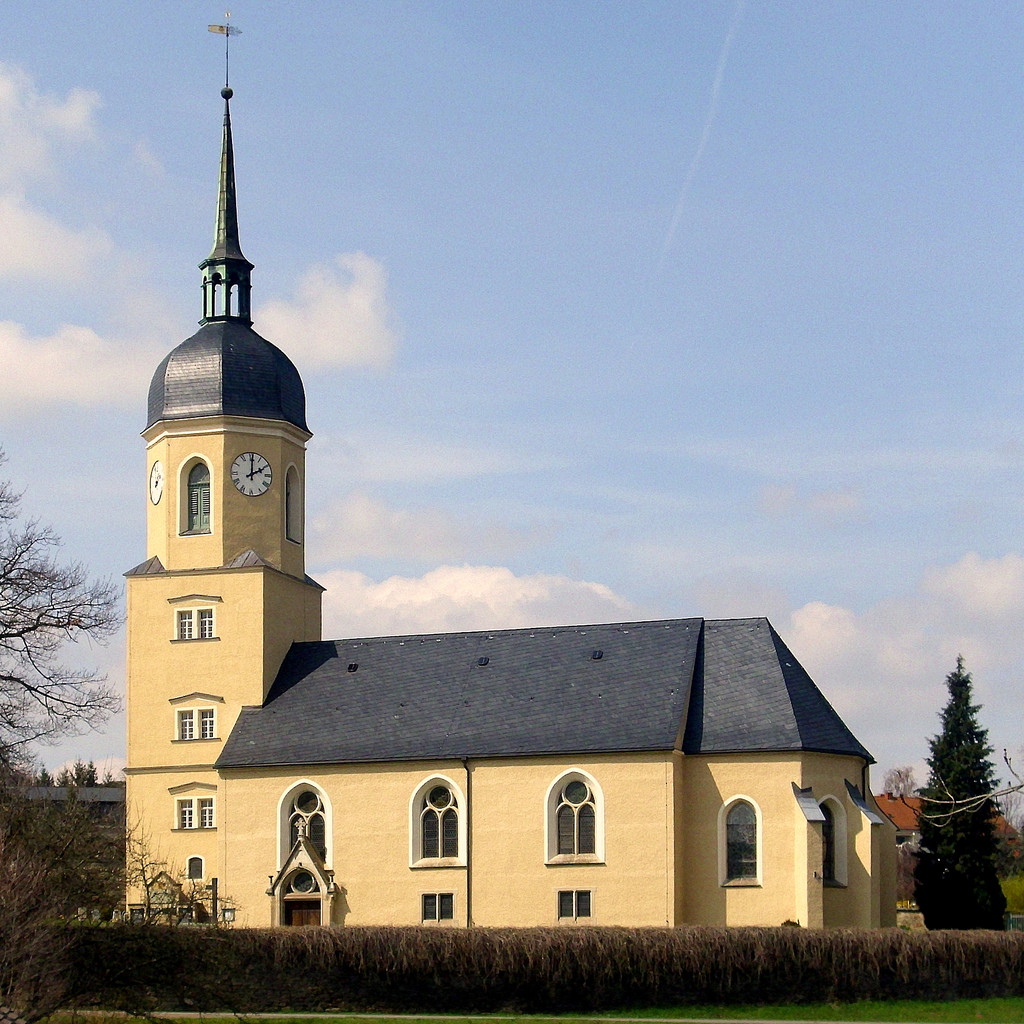
Dorfkirche Reichstädt

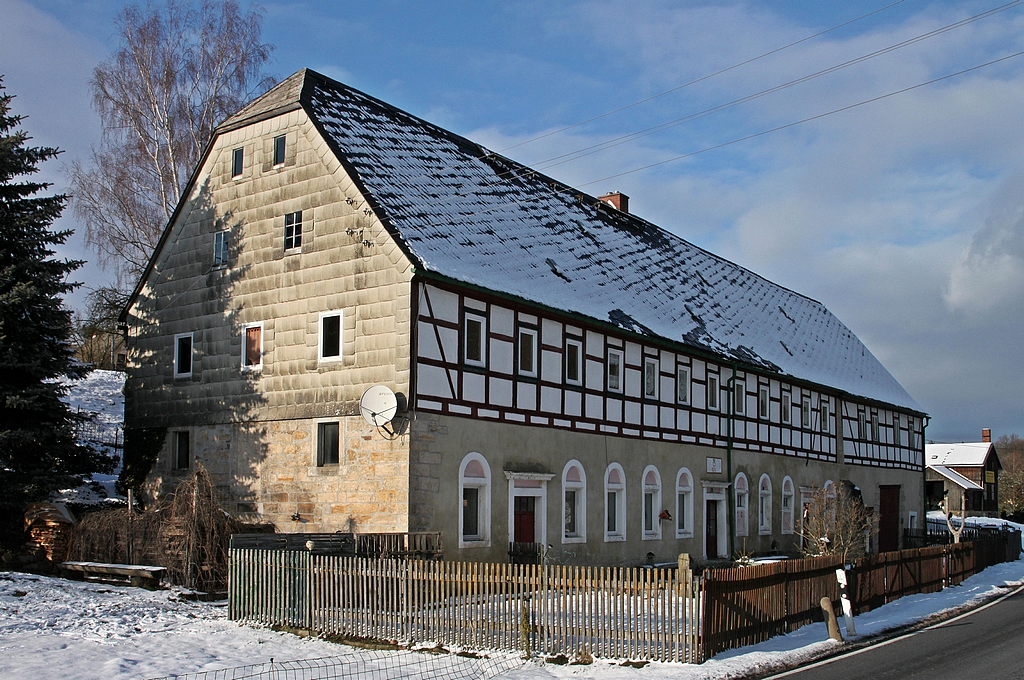
Blick auf die Reichstädter Hofmühle. Der Name belegt, dass die Mühle bis 1766 zum Rittergut Reichstädt gehörte. Der Mühlenbetrieb endete hier in der Zeit des Ersten Weltkriegs.

Reichstädt wurde im Jahr 1319 als Richenstad das erste Mal urkundlich erwähnt, und zwar in einem Schreiben Papst Johannes XXII. an den Abt des Klosters Ossegg. In diesem Schreiben wird der dortige Pfarrer mit Nicolaus de Henkendorf plebanus ecclesie in Richenstad erwähnt. Reichstädt unterstand zunächst der Burg Freiberg, später dem dortigen Amte. Ab 1569 wurde es von Dippoldiswalde aus verwaltet.
Die Geschichte Reichstädts wurde wesentlich durch den Herrensitz Reichstädt mit Rittergut und einer großen Schäferei beeinflusst. Das Schloss von 1535 ist Nachfolger einer befestigten Anlage von 1335 und wurde im 18. Jahrhundert im barocken Stil umgebaut. So befand sich die Grundherrschaft über die Reichstädter Flur beim Herrensitz, dass sich später zum Rittergut und Schloss entwickelte. 1875 sind ein Nieder- und ein Oberreichstädt aktenkundig.
Reichstädt besaß ursprünglich zwei Kirchen. Die ältere Mutterkirche Reichstädts war eine im Jahr 1872 abgerissene und im Oberdorf befindliche mittelalterliche Kirche zu den Vierzehn Nothelfern, an deren Stelle heute die Kapelle an der Kahlen Höhe existiert. Seit etwa 1500 existiert im Niederdorf von Reichstädt zudem eine eigene Pfarrkirche, die Niederkirche. Der Ort besitzt eine eigene Grundschule.
Das Schloss Reichstädt, von 1717 bis 1945 und seit 1998 wieder im Besitz derer von Schönberg. Das Schloss wurde 1945/46 in der Bodenreform in Deutschland enteignet und als Kulturhaus, Kindergarten, zuletzt als Kreispionierhaus sowie für Wohnungen genutzt.
Am 1. Juli 1995 wurde Reichstädt nach Dippoldiswalde eingemeindet.

### Entwicklung der Einwohnerzahl
Entwicklung der Einwohnerzahl Reichstädts:
| Jahr | Einwohner                                 |
| ---- | ----------------------------------------- |
| 1552 | 104 besessene Männer, 112 Inwohner        |
| 1569 | 66 besessene Mann, 39 Häusler, 17 Gärtner |
| 1764 | 52 besessene Mann, 12 Gärtner, 41 Häusler |
| 1834 | 1092                                      |
| 1871 | 1095                                      |
| 1890 | 1248                                      |
| 1910 | 1238                                      |
| 1925 | 1263                                      |
| 1939 | 1190                                      |
| 1946 | 1644                                      |
| 1950 | 1673                                      |

| Jahr | Einwohner |
| ---- | --------- |
| 1964 | 1400      |
| 1990 | 1430      |
| 2006 | 1406      |
| 2007 | 1375      |
| 2008 | 1368      |
| 2009 | 1357      |
| 2010 | 1357      |
| 2011 | 1340      |
| 2012 | 1334      |
| 2013 | 1321      |
| 2014 | 1306      |

| Jahr | Einwohner |
| ---- | --------- |
| 2020 | 1331      |

### Ortsnamenformen
Der Name des Ortes Reichstädt änderte sich geschichtlich wie folgt:
- 1319: Richenstat
- 1378: Richenstat
- 1445/47: Richstat, Richstad
- 1460: Reichstat
- 1548: Reychstedt
- 1791: Reichstädt

## Mühlen

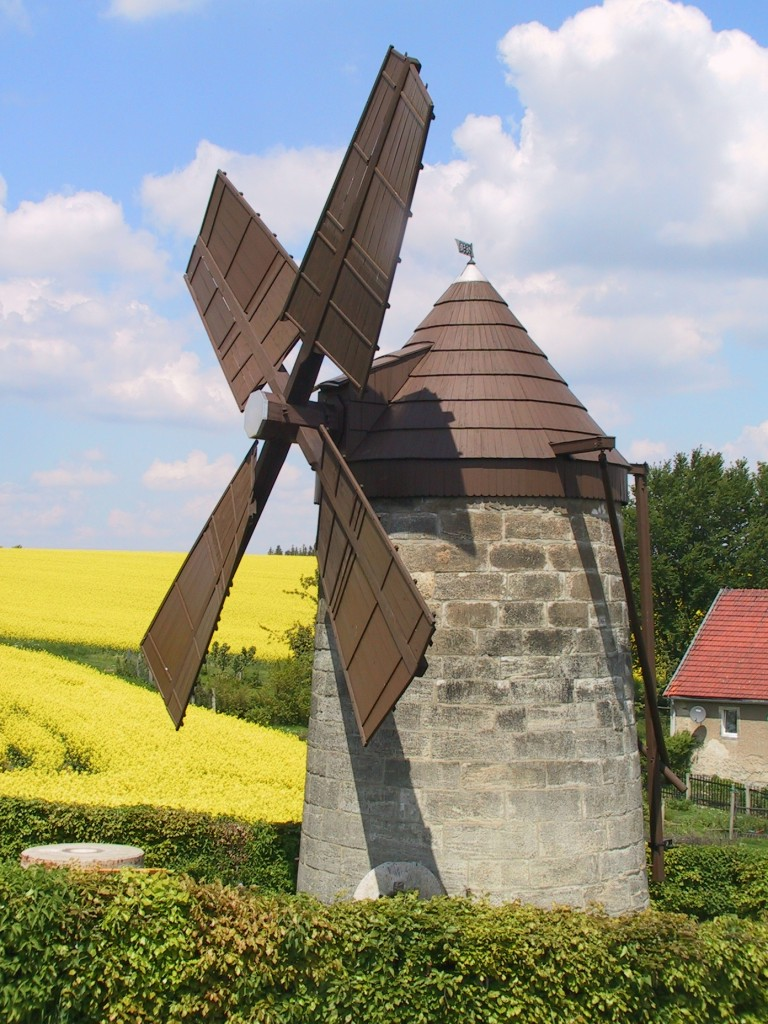
Die Turmholländermühle

Bekannt ist Reichstädt für die kleinste und höchstgelegene Windmühle Sachsens, eine konische Turmholländer-Windmühle. Der aus Bruchsteinen gemauerte Mühlenkörper hat einen Durchmesser von ca. 4 Metern, die Mühle selbst misst bis zur Spitze des Schindeldachs 7,50 Meter. Erbaut wurde sie 1850 als „Bauernwindmühle“ für den Eigenbedarf und war bis 1883 in Betrieb. Die später verfallene Mühle wurde 1950/60 restauriert und seitdem mehrfach erneuert.
Außerdem gab es im Ort früher mehrere Wassermühlen am Reichstädter Bach, wie die Schurig- oder Trumplermühle, die Hofmühle (auch Ehrlichmühle) und die Buschmühle.

## Persönlichkeiten

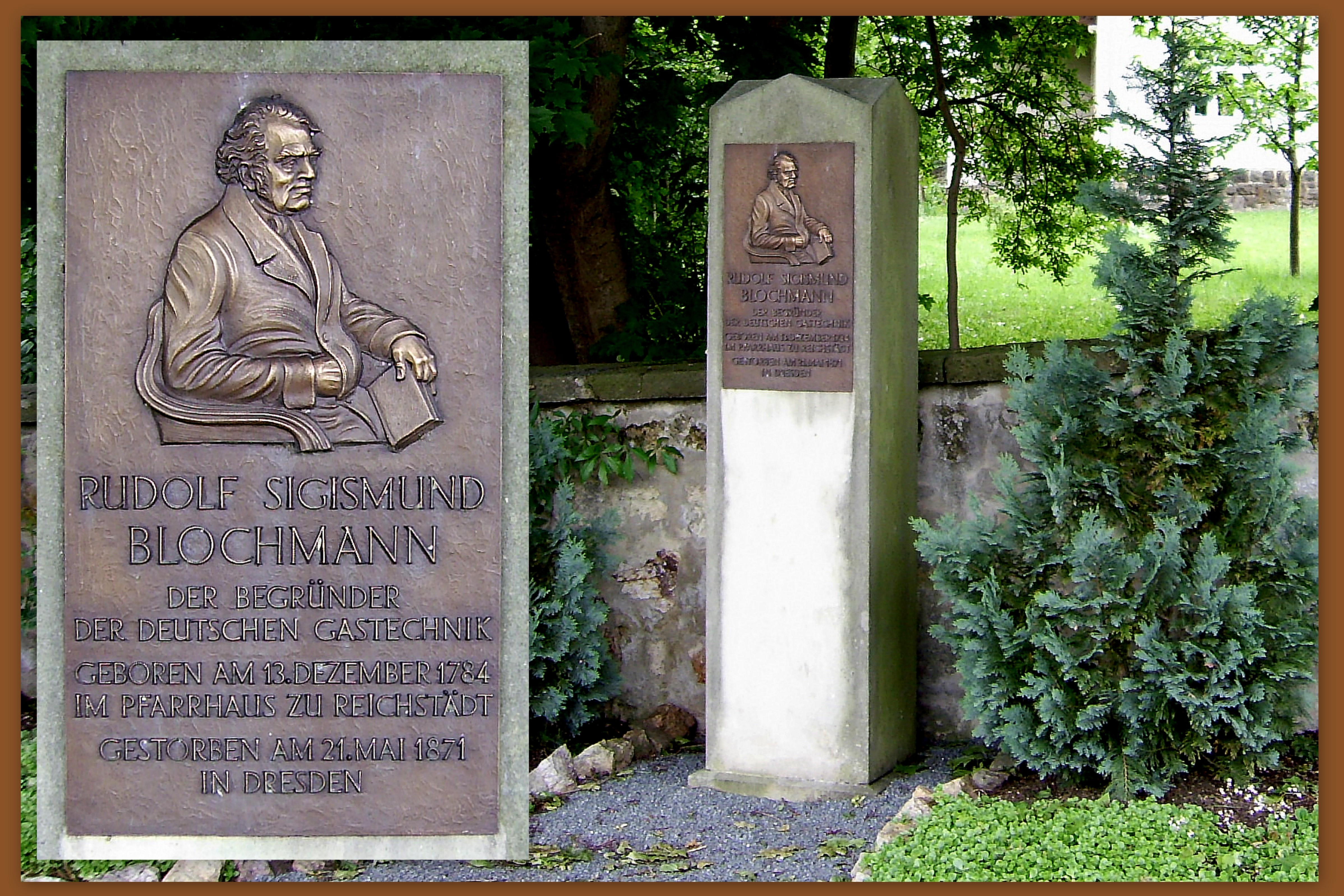
Gedenkstein von 1996 für Rudolf Sigismund Blochmann an seinem Geburtshaus

- Die drei Brüder Blochmann, alle geboren in Reichstädt:
  - Rudolf Sigismund Blochmann (1784–1871), Pionier der deutschen Gastechnik und -industrie.
  - Karl Justus Blochmann (1786–1855), Pädagoge, Mitarbeiter Pestalozzis.
  - Heinrich August Blochmann (1787–1851), Agrarreformer
- Hermann Adolph Klinger (1806–1874), Jurist und Politiker, Bürgermeister von Leipzig, geboren in Reichstädt.
- Christian Schwartz (1645–1684), Kunstmaler aus Dresden, starb in Reichstädt.
- Hulda von Levetzow (1863–1947), Autorin, wuchs in Reichstädt auf und heiratete dort.
- Richard Delang (1906–nach 1942), NSDAP-Kreisleiter, geboren in Reichstädt.
- Fritz Däbritz (1919–1985), Theaterwissenschaftler in Dresden, geboren in Reichstädt.
- Herbert Donner (1930–2016), evangelischer Theologe, geboren in Reichstädt.
- Ernst Salewski (* 1939), Kirchenmusiker und Komponist, geboren in Reichstädt.